# Chloridolum coeruleipennis
Chloridolum coeruleipennis är en skalbaggsart som först beskrevs av Thomson 1865.  Chloridolum coeruleipennis ingår i släktet Chloridolum och familjen långhorningar. Inga underarter finns listade i Catalogue of Life.